# Pět civilizovaných kmenů

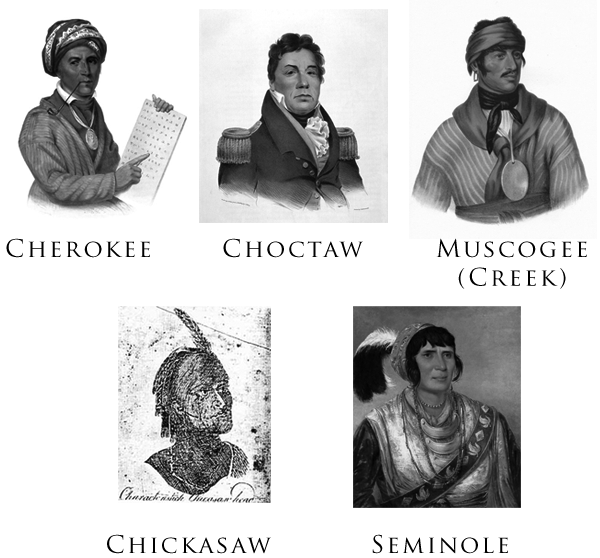
Galerie Pěti civilizovaných kmenů – portréty byly namalovány mezi lety 1775 a 1850

Pět civilizovaných kmenů (angl. Five civilized tribes) je společné označení pro pět etnických skupin severoamerických indiánů – Čerokíe, Čokty, Kríky, Čikasavy a Seminoly. Jedná se o kmeny obývající oblast jihovýchodu dnešních Spojených států, odkud byli mezi lety 1828–1838 jejích příslušníci vysídleni do oblasti tehdejší Louisiany na západ od řeky Mississippi. Tam bylo na základě dekretu The Indian removal Act roku 1830 zřízeno Indiánské teritorium, kde měli původní obyvatelé zákonem zajištěno právo na tradiční způsob života a nedotknutelnost půdy. Proces vysídlení je znám jako Cesta slz, neboť při něm z celkového počtu 70 000 přemisťovaných indiánů zemřela následkem hladu, vyčerpání, špatného zacházení a chorob (hlavně cholery a tyfu[nepřesný odkaz]) téměř třetina – nejméně 20 000 osob, hlavě dětí, žen a starců. Přestože měli indiáni při Cestě slz k dispozici koně a vozy, většina jich musela jít pěšky, pod dohledem americké kavalerie. Jednalo se v podstatě o pochod smrti. Délka trasy (z dnešní Alabamy, Georgie, Jižní Karolíny a Floridy do Oklahomy se pohybovala kolem 1000–1300 km.
Pojem Pět civilizovaných kmenů byl používán již před vysídlením těchto etnik v 18. stol. Jednalo se o usedle žijící zemědělce, kteří sídlili ve velkých osadách, označovaných jako města. Vyznačovali se demokratickým společenským systémem, o záležitostech kmene rozhodoval mírový náčelník ve spolupráci s radou starších, zatímco v době války zodpovědnost přecházela na válečného náčelníka. ženy měly u těchto kmenů vysoké postavení, existovala zde rovnost pohlaví. Např. u Čerokíů ženy vlastnily většiny prostředků včetně domů a polí. Zemědělství bylo značeně vyspělé – pěstovali hlavně kukuřici, tabák, fazole, dýně a zeleninu, naopak rybolov, lov a sběr měly jen doplňkový význam.
Vůči bílým osadníkům se tito indiáni většinou chovali smířlivě a přátelsky, již od 18. stol. začali přebírat tradice evropské kultury, např. oděv, obydlí, částečně i křesťanské náboženství a vytvářeli smíšené rodiny s osadníky, hlavně Francouzi a Skoty. To byl hlavní důvod, proč si získali pověst civilizovaných kmenů.

## Čerokíové

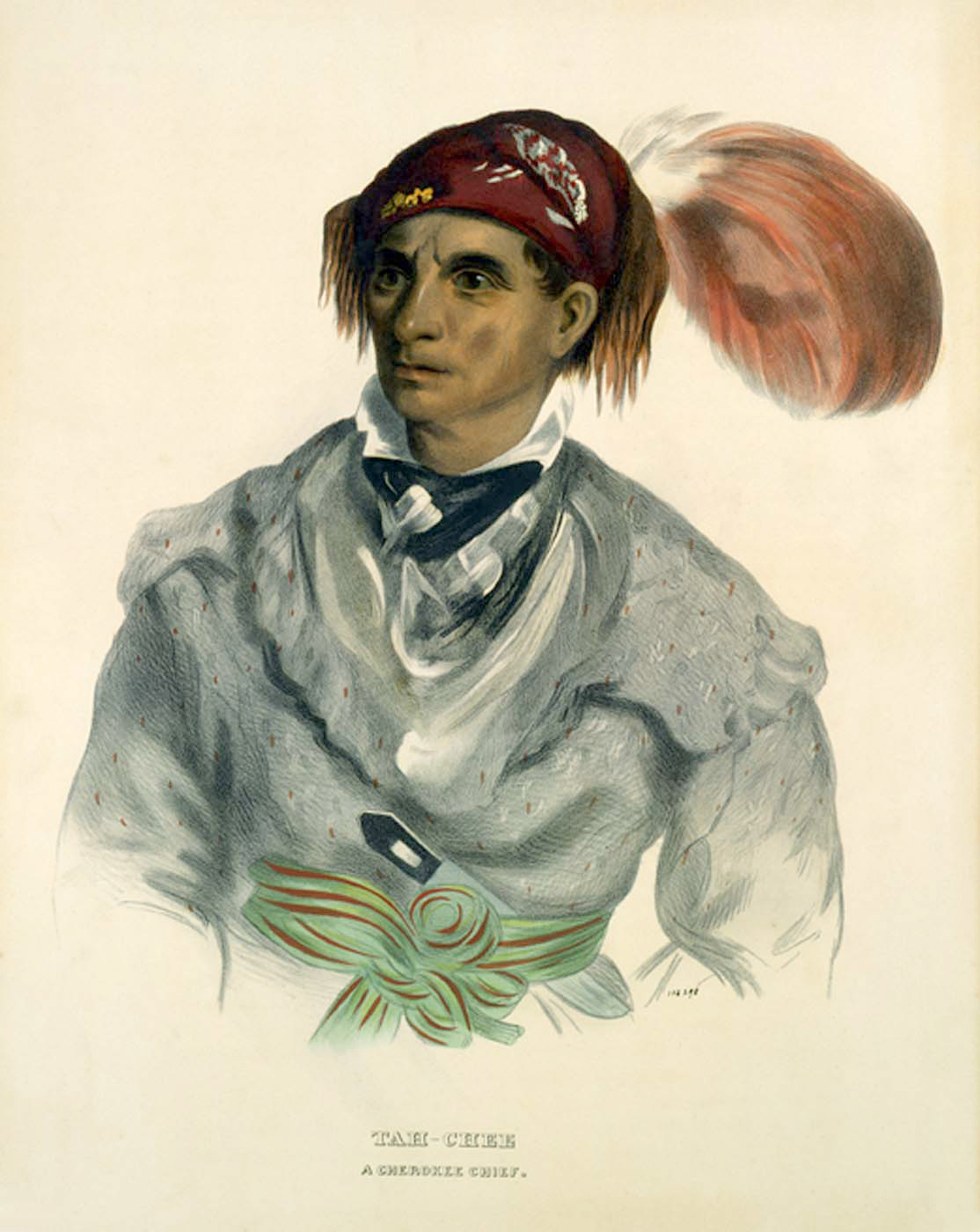
Tah-Chee, náčelník Čerokíů, kresba z roku 1837

Čerokíové (Cherokee, z kríkského Tchiloki – "Mluví jinou řečí", vlastní název Ani Yun wiya – "Praví lidé") jsou z Pěti civilizovaných kmenů nejpočetnější a jako jediní hovoří jazykem z irokézské rodiny. Původně žili v Jižní Karolíně a Georgii, v oblasti Appalačského pohoří a Great Smoky Mountains, kde vytvořili silnou konfederaci sedmi mateřských měst. Do své konfederace přijali i příslušníky jiných kmenů, např. Šóníů, Lenapů, ale i uprchlé černé otroky. Na počátku 19. stol. se pokoušeli vytvořit vlastní stát, nejvýznamnějším náčelníkem této doby byl John Ross, který se snažil o spolupráci s vládou USA, ale bojoval proti vysídlení kmene. To se mu však nepovedlo a roku 1833 byli Čerokíové donuceni nastoupit Cestu slz. Jen malá část dokázala uprchnout do Severní Karolíny a usadila se na pozemcích, které indiánům věnovali zdejší farmáři. Jejich potomci dosud žijí v Great Smoky Mountains. Roku 1821 sestavil vzdělaný Čerokí Sequoyah slabičné písmo, v němž začaly vycházet knihy i noviny. Za americké občanské války bojovali Čerokíové na straně Konfederace. Počet současných Čerokíů dosahuje 316 080 osob, z nichž 10 400 dosud hovoří původním jazykem.

## Kríkové

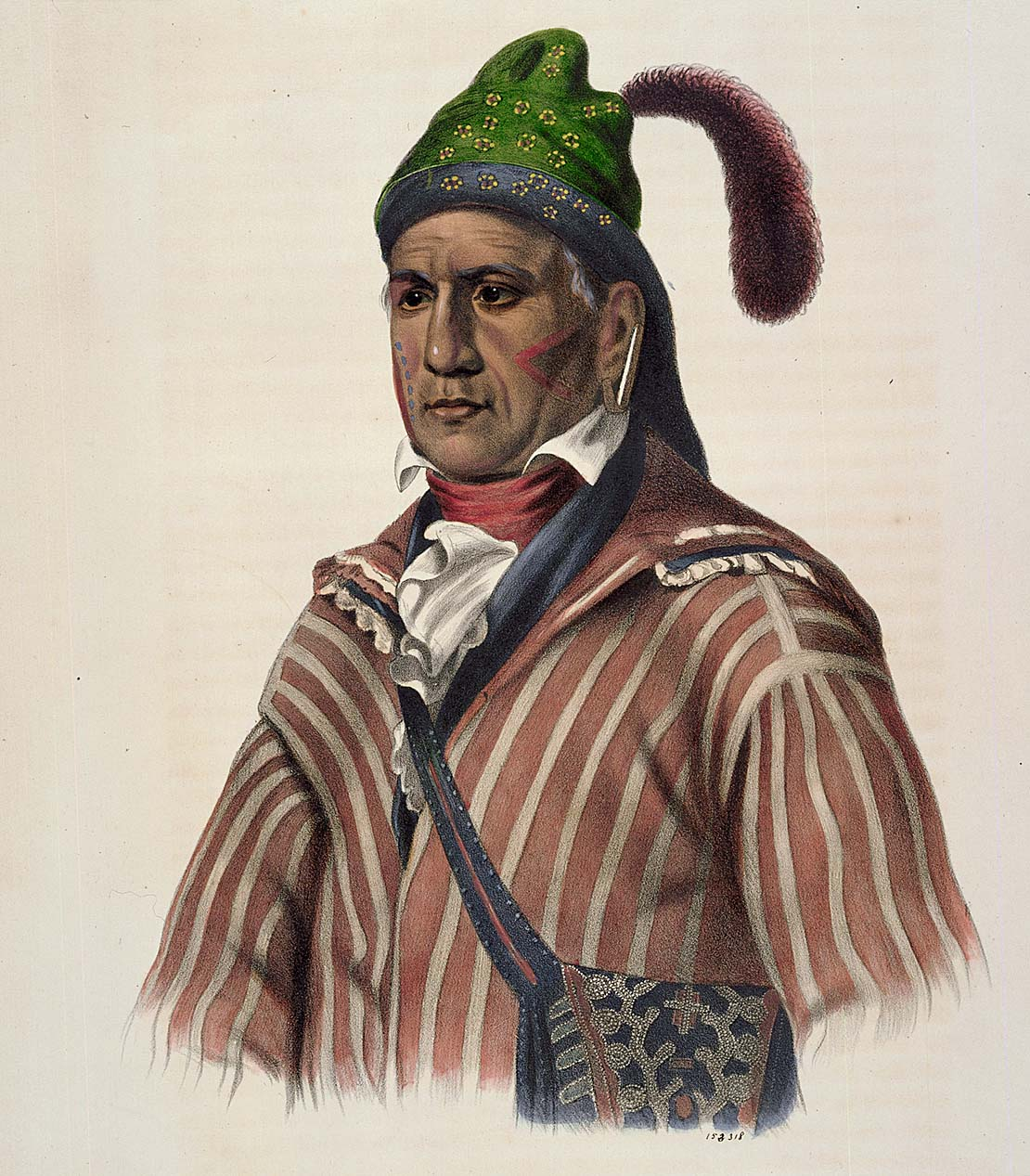
Menawa, náčelník kríků na obraze Charlese Birda Kinga z roku 1837

Kríkové (Creek, Maskoki, Muscogee) se tradičně dělí na početnější Horní Kríky a méně početné Dolní Kríky. Na území Arkansasu, Georgie a Alabamy vytvořili mocnou federaci, čítající více než 50 poměrně velkých měst. Každému městu vládl mírový náčelník miko ve spolupráci s radou starších. Po roce 1730 ke své konfederaci přijali Načezy, Alabamy a další méně početné kmeny. V 18. stol. udržovali dobré vztahy s Brity i Španěly a část kmene se smísila se Skoty. Ze smíšených rodin pocházeli i významní náčelníci konce 18. a počátku 19. stol. Alexander MacGilavry a William MacIntosh. V době americké Války za nezávislost i války roku 1812 bojovali Kríkové na straně Britů, což proti tím ještě více obrátilo zášť a nedůvěru Američanů. V letech 1813–1814 proti sobě Horní a Dolní Kríkové bojovali v občanské válce rudých holí. Nejednotnost Kríků usnadnila Američanům jejich porážku a vysídlení. Část Kríků byla do Indiánského teritoria vystěhována již roku 1828, zbytek je následoval roku 1836. Kríkové hovoří jazykem z maskogiské rodiny. Ze 70 500 Kríků hovoří původním jazykem již jen necelých 5000 osob.

## Seminolové

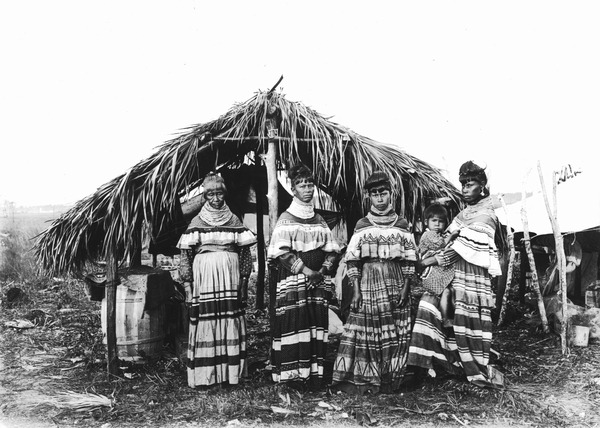
Seminolské ženy v tradičních oděvech, fotografie z roku 1916.

Seminolové (Seminole, vlastní jméno Kaniuksalgi – "Poloostrované) jsou potomci části Dolních Kríků, kteří se počátkem 18. stol. na Floridě smísili se zbytky tamních etnik Timukuů a Kalusů, jejichž kmeny zničili Španělé již počátkem 18. století.
Vysídlení odolávali déle než Kríkové. Pod vedením náčelníka Osceoly americké armádě vzdorovali ve třech seminolských válkách až do roku 1842. Poté byla většina Seminolů vysídlena, pouze malé části se podařilo před vojáky ukrýt do nepřístupných bažin v Everglades, kde jejich potomci přežívají dodnes.Vzhledem ke svému způsobu života v bažinách měli kulturu odlišnou od ostatních čtyř kmenů. Lov a rybolov pro ně měly větší význam, žili v chýších na kůlech, zastřešených palmovými listy zvaných čikí a zhotovovali dlabané kánoe z kmenů stromů. Známé jsou jejich pestré tradiční oděvy, vytvořené metodou patchworku. z dnešních 36 170 Seminolů žije asi 18 000 v Oklahomě a 15 570 na Floridě, původním jazykem, který má dva dialekty, hovoří necelých 5000 osob, žijících vesměs na Floridě.

## Čikasavové

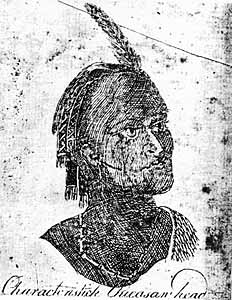
Bojovník Čikasavů s tetováním v obličeji na kresbě z roku 1775

Čikasavové (vlastní název Chicksaw - "Lidé od řeky Čika") jsou z pěti kmenů nejméně početní. jejich společnost se dělila na dvanáct matrilineárních klanů a žili v sedmi městech – Tuskahaw, Dlouhé město, Velké město, Měděné město, Čapka a péro, Červená tráva a Dosud stojí. Každé město řídil velký náčelník mingo ve spolupráci s radou starších. Byli značně bojovní, válčili se svými příbuznými Čokty, Tuniky, Kríky a Čerokíji. Roku 1540 porazili španělského conquistadora Hernanda de Sota. Čikasavové se svými spojenci Načezy bojovali v 18. stol. i proti Francouzům a často přepadali francouzské lodi na Mississippi. Prosluli složitým tetováním, jímž si zdobili i obličeje. Byli i zdatní obchodníci a jejich jazyk, blízce příbuzný jazyků Kríků sloužil v 18. stol. mezi indiány jihovýchodu Severní Ameriky jako lingua franca. Již v 18. století začali chovat koně a dobytek. Proti vysídlení do Indiánského teritoria bojovali ze všech pěti kmenů nejdéle, až do roku 1850. Dodnes žijí v Oklahomě, kde se věnují pěstování kukuřice a chovu dobytka. Počet Čikasavů dosahuje asi 38 000 osob, hlavně míšenců, původní jazyk vymírá, v roce 2012 jím hovořilo posledních 75 osob starší generace.

## Čoktové

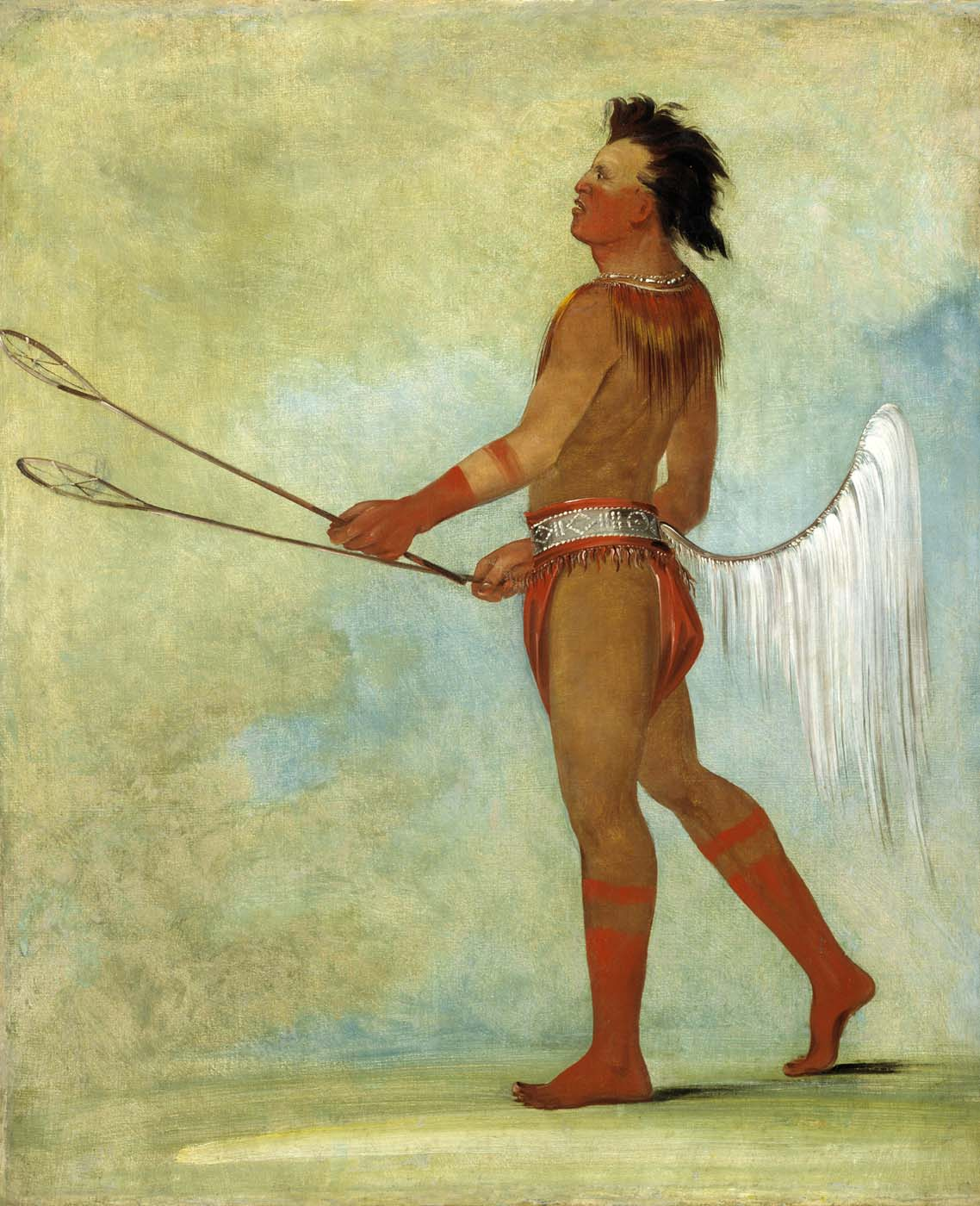
Čoktavský hráč lakrosu na obraze George Catlina z roku 1834

Čoktové obývali původně oblast dnešních států Louisiany a Mississippi. Byli početní a mírumilovní zemědělci. Již roku 1534 se s nimi setkal Álvar Núñez Cabeza de Vaca. V 18. stol. se stali spojenci Francouzů v bojích proti Načezům a Čikasavům. Čoktové byli vášnivými hráči lakrosu, utkáními v lakrosu řešili konflikty mezi jednotlivými skupinami i se sousedními kmeny. Často se zdobili malováním červenou barvou, tetováním a praktikovali i deformace lebek. Již v 18. stol. byli částečně christianizováni ze strany Francouzů, přesto si udrželi některé tradiční rituály, např. orlí tanec nebo tanec kalumetu. Jako jedni z mála severoamerických indiánů používali k lovu foukačky. Jejich vysídlení v letech 1830–1833 se obešlo bez boje, při Cestě slz však zemřelo více než 5 000 Čoktů. Nadále se však chovali vůči bělochům přátelsky a roku 1847 zachránili dodávkami potravin i finanční pomocí několik tisíc hladovějících irských osadníků. Jazyk Čoktů patří k maskogijské rodině a pochází z něj např. název Oklahoma (doslova "Červená země"). Počet Čoktů včetně míšenců v současné době dosahuje asi 160 000 osob, z nichž asi 10 400 hovoří původním jazykem.